# August Heisenberg

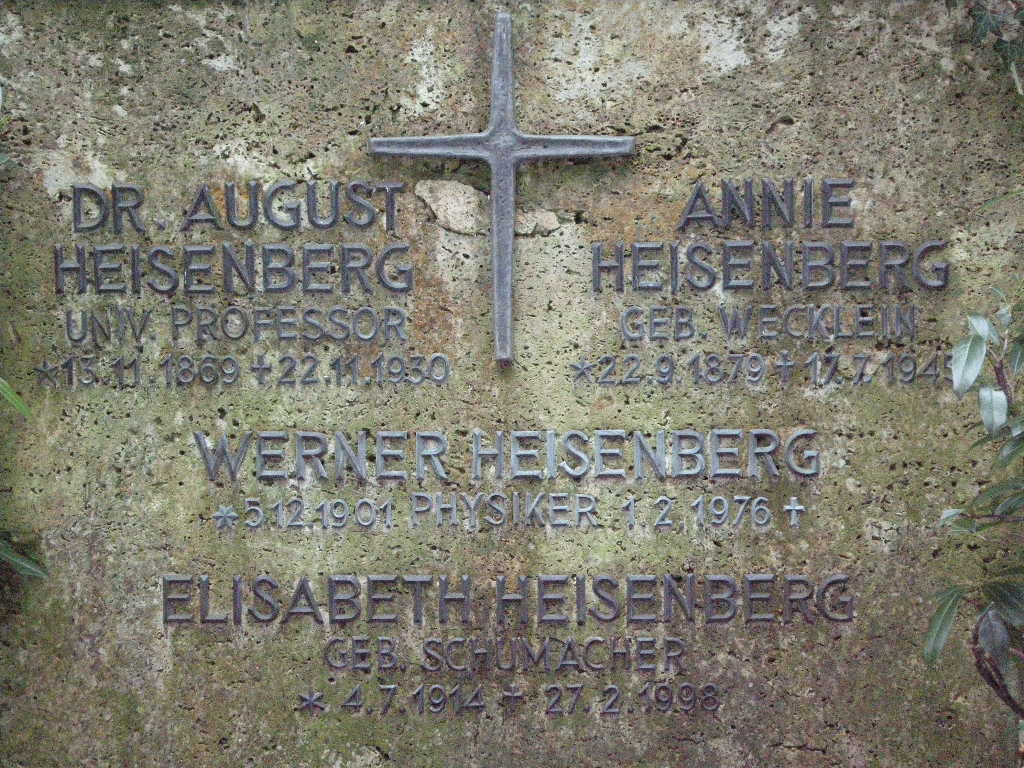
Grabstein der Familie Heisenberg auf dem Münchner Waldfriedhof

Ernst August Heisenberg (* 13. November 1869 in Osnabrück; † 22. November 1930 in München) war ein deutscher Byzantinist.

## Leben
August Heisenberg stammte aus einer westfälischen Handwerkerfamilie. Er war der Sohn von Wilhelm August Heisenberg (1831–1912), einem Schlossermeister (Schmied) in und aus Osnabrück, und Anna Maria Unnewehr (1835–1919).
Heisenberg besuchte die Bürgerschule und das Ratsgymnasium in Osnabrück und studierte ab 1888 Philosophie und andere Fächer in Marburg und ab 1889 in München, wo er sich unter dem Einfluss von Karl Krumbacher der Altphilologie und besonders dem mittelalterlichen Griechisch zuwandte. 1890/91 studierte er auch in Leipzig. Während seiner Studienzeit in Marburg wurde er Mitglied des Philologisch-Historischen Vereins Marburg, der heutigen Marburger Burschenschaft Rheinfranken, des Klassisch-Philologischen Vereins Leipzig und des Philologisch-Historischen Vereins München, jeweils alle wissenschaftliche Korporationen im Naumburger Kartellverband.
1892 wurde er bayerischer Staatsbürger und legte den ersten Teil der Staatsprüfung für das höhere Lehramt ab. Die Promotion erfolgte 1894 bei Krumbacher in München (Zur Textgeschichte des Georgios Akropolites). 1893 wurde er Assistent am Gymnasium in Landau in der Pfalz (damals zu Bayern gehörig), und ab 1893 war er Lehrer am Maximilians-Gymnasium in München. 1895/96 leistete er seinen Militärdienst in Osnabrück. 1897 wurde er Studienlehrer am Gymnasium in Lindau. In den Jahren 1898 und 1899 reiste er nach Italien und Griechenland, nachdem er das bayerische archäologische Staatsstipendium erhalten hatte. Ab 1899 war er am Luitpold-Gymnasium in München tätig und ab Herbst 1901 Gymnasiallehrer in Würzburg.
Im Jahr 1901 erfolgte die Habilitation für Mittel- und Neugriechische Philologie in Würzburg, wo er ab 1908 zusätzlich zu seiner Arbeit als Gymnasiallehrer als Honorarprofessor lehrte. Um seine akademische Karriere voranzutreiben, verfasste er meist nachts eine Reihe wissenschaftlicher Veröffentlichungen. Im Jahre 1910 – nach dem Tod von Karl Krumbacher – wurde er als Professor für Byzantinistik nach München berufen; der Lehrstuhl von Krumbacher war der erste Lehrstuhl für Byzantinistik in Deutschland, damals noch Lehrstuhl für mittel- und neugriechische Philologie genannt. 1927 wurde Heisenberg als korrespondierendes Mitglied in die Sowjetische Akademie der Wissenschaften aufgenommen.
August Heisenberg war seit 1899 mit Annie, geborene Wecklein (1879–1945), verheiratet, der Tochter des Klassischen Philologen und Gymnasialdirektors Nikolaus Wecklein (1843–1926), den er schon aus seinem pädagogischen Praktikum in München kannte. Das Paar hatte zwei Söhne, den Physiker und Nobelpreisträger Werner Heisenberg und den Chemiker Erwin Heisenberg (1900–1965). Seine Frau wird als hochintelligent geschildert. Sie unterstützte ihren überlasteten Mann während der Zeit der Doppelarbeit als Gymnasiallehrer und Wissenschaftler, der eine Universitätskarriere anstrebte, indem sie etwa Klassenarbeiten korrigierte und sogar Russisch lernte, um ihn in seiner wissenschaftlichen Arbeit zu unterstützen.

## Schriften (Auswahl)
- Nikolaos Mesarites: Die Palastrevolution des Johannes Komnenos. In: Programm des k. alten Gymnasiums zu Würzburg für das Studienjahr 1906/1907. Würzburg 1907. Digitalisat
- Grabeskirche und Apostelkirche, zwei Basiliken Konstantins. Untersuchungen zur Kunst und Literatur des ausgehenden Altertums. 2 Bände, J. C. Hinrichs’sche Buchhandlung, Leipzig 1908.